# Petokládentsi
Petokládentsi (búlgaro: Петокла̀денци) es un pueblo de Bulgaria perteneciente al municipio de Bélene de la provincia de Pleven.
Se ubica unos 20 km al sur de la capital municipal Bélene.
Se conoce su existencia al menos desde 1659, cuando un informe del obispo católico Filip Stanislavov menciona que en el pueblo había diez casas musulmanas de paulicianos que se habían convertido al islam. El principal monumento de la localidad es el Praviat Kamak, un menhir de algo más de dos metros de altura ubicado en una ladera al oeste del pueblo.

## Demografía
En 2011 tenía 381 habitantes, de los cuales el 41,99% eran étnicamente búlgaros. El 58% de la población no quiso declarar su origen étnico en el censo, posiblemente debido a que el origen pauliciano de la localidad no se corresponde con ninguna de las etnias mayoritarias del país.
En anteriores censos su población ha sido la siguiente:
| Gráfica de evolución demográfica de Petokládentsi entre 1934 y 2011 |
|                                                                     |